# Volkswagen Golf Plus
La Volkswagen Golf Plus è un'autovettura prodotta dalla casa automobilistica tedesca Volkswagen dal 2004 al 2014.

## Contesto

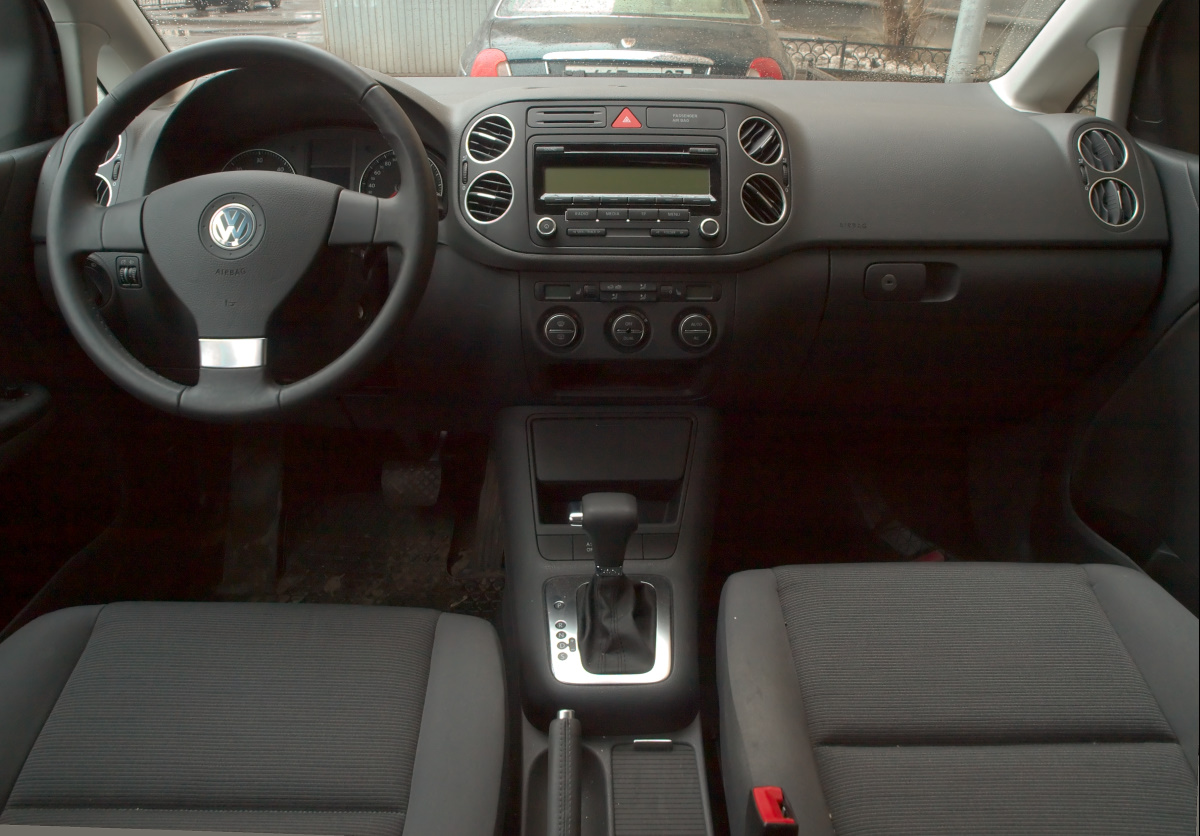
Interni

La Golf Plus era monovolume compatto a cinque posti appartenente al segmento C sviluppata come versione alternativa, più versatile, abitabile e spaziosa della Golf, basata sulla Golf V e realizzata sulla piattaforma PQ35, che si andava a posizioanare nel listino Volkswagen sotto la Touran a sette posti. Della vettura nel 2006, venne realizzata una versione rialzata in stile crossover SUV, denominata Volkswagen CrossGolf. 
Nel 2014, la Golf Plus è stata sostituita dalla Golf Sportsvan basata sulla nuova piattaforma modulare MQB.

## Storia e descrizione
La Golf Plus è stata presentata al pubblico in anteprima mondiale al Motor Show di Bologna nel dicembre 2004. È 95 mm più alta rispetto alla Golf Mk5 e 150 mm più corta della Touran; rispetto alla Golf offre una posizione di guida e una seduta più alta e più spazio in abitacolo, con 50 litri in più di volume nel bagagliaio arrivando a 395 litri. I sedili posteriori sono scorrevoli con un'escursione di 160 mm e quando sono ripiegati, il vano di carico risulta essere quasi orizzontale. Il frazionamento del divano posteriore è 60:40, con il sedile centrale che si può ripiegare per essere utilizzato come bracciolo o porta bicchieri.
Alcune parti e componenti meccaniche della Golf Mk5 sono state condivise con la Golf Plus, come i motori, le trasmissioni, i poggiatesta e e gli specchietti esterni. A differenza della Golf V, nella Golf Plus sono state utilizzate luci posteriori dalla forma circolare con tecnologia completamente a LED, prima applicazione su una vettura di serie di questo segmento.

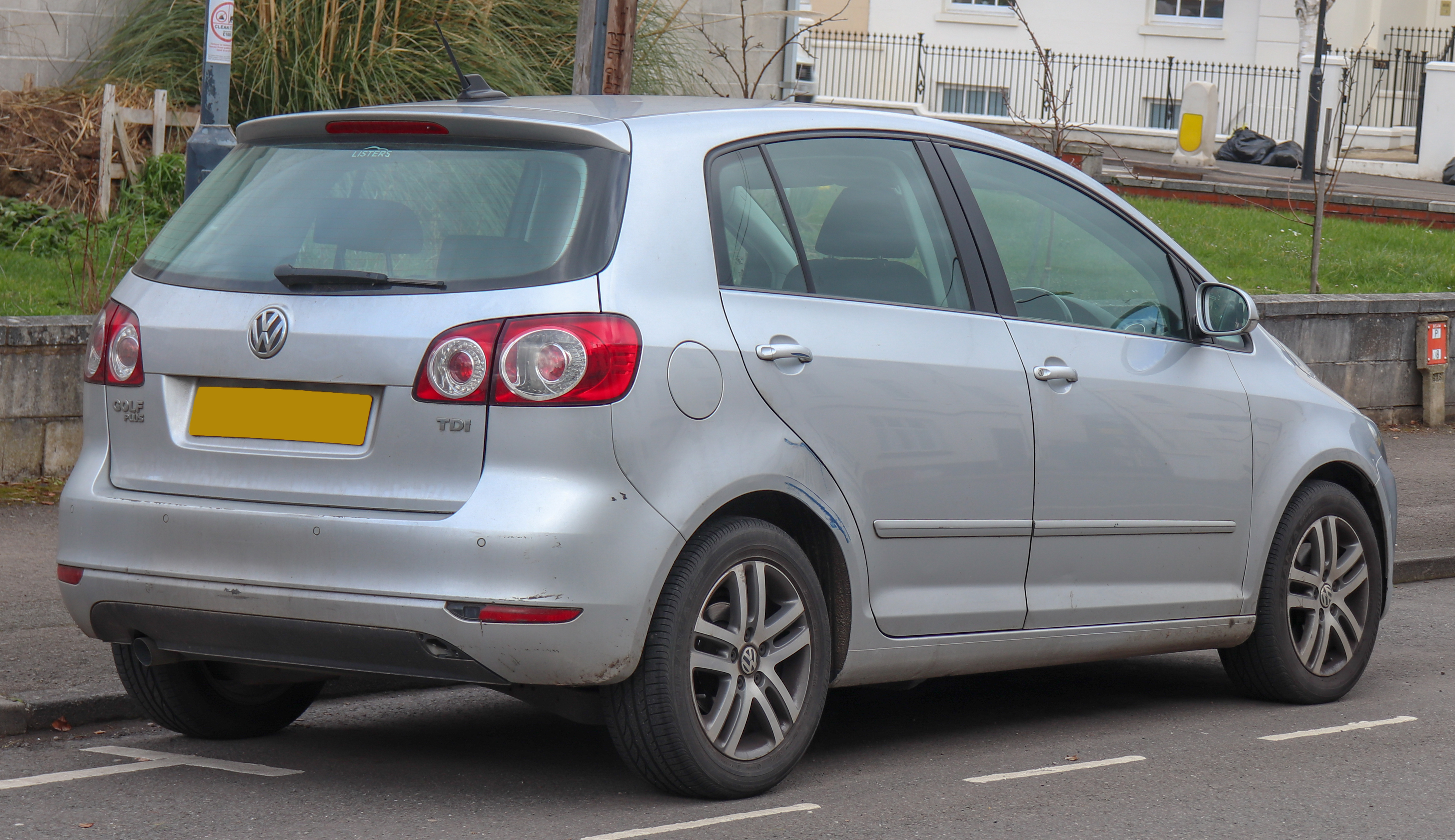
Restyling

## Restyling 2008

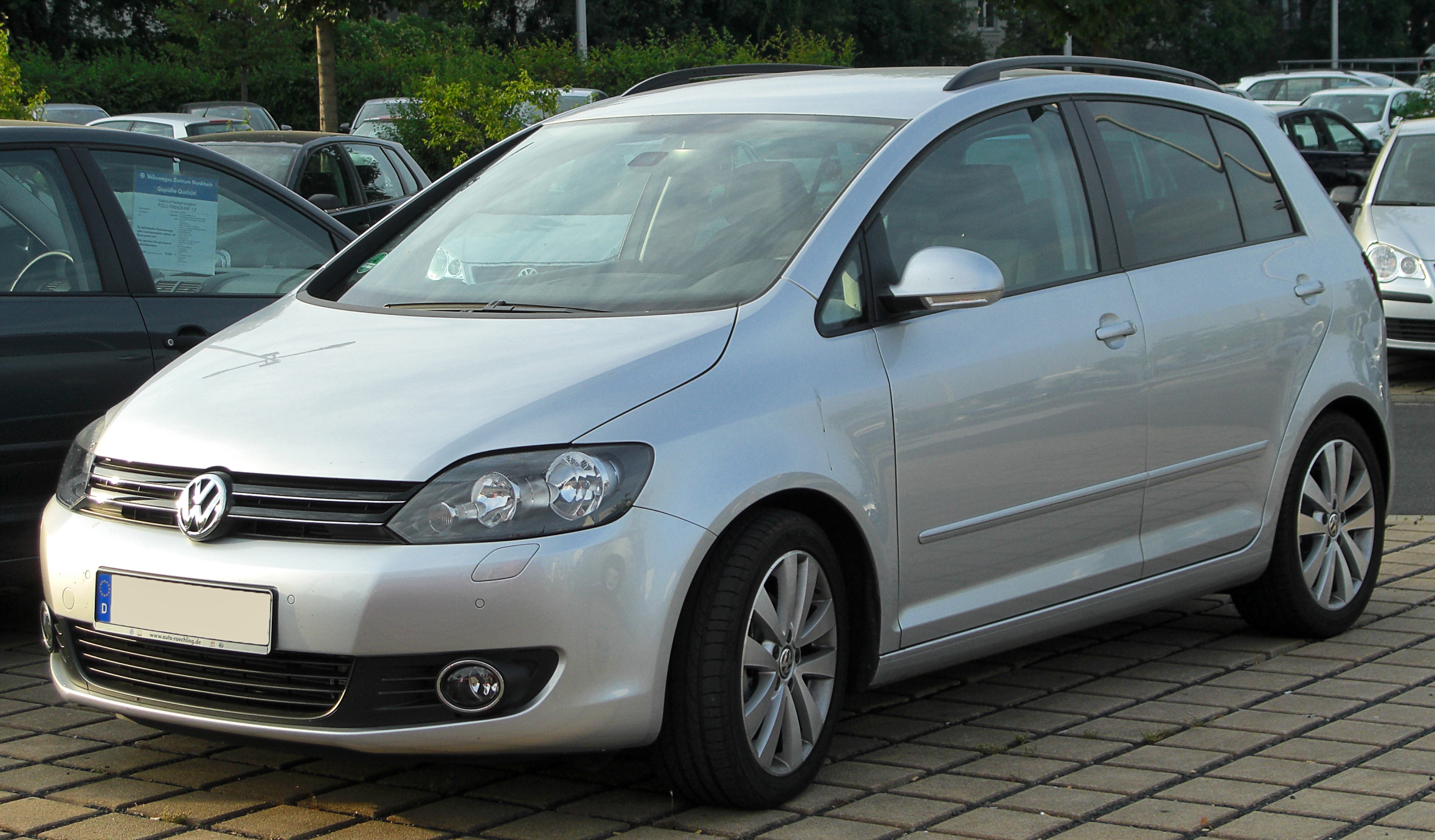
Restyling

Nel dicembre 2008 è stata presentata sempre al Motor Show di Bologna la versione rinnovata della Golf Plus. Introdotta sul mercato all'inizio del 2009 e disegnata da Flavio Manzoni, l'aggiornamento si caratterizza principalmente per il frontale, che è stato ridisegnato e che ha visto l'introduzione di una griglia anteriore nera con listelli orizzontali cromati e nuovi fari con luci diurne, riprendendo lo stile introdotto sulla Golf Mk6. Il resto dell'auto rimane gran parte simile, ad eccezione del paraurti posteriore e di alcune parti degli interni come il volante. Per la prima volta sulla Golf Plus è stato introdotto un sistema di assistenza al parcheggio chiamato ParkAssist e come optional era disponibile anche una retrocamera posteriore montata dietro lo stemma Volkswagen.

## CrossGolf
Al Salone di Parigi del 2006, la Volkswagen ha presentato la CrossGolf, una versione rialzata in stile SUV della Golf Plus, con rivestimento della carrozzeria in plastica nera e assetto modificato con un'altezza da terra leggermente aumentata. Così come le CrossPolo e CrossTouran, la CrossGolf è stata sviluppata dalla divisione Volkswagen Individual, che ha sviluppato anche la Golf R32.

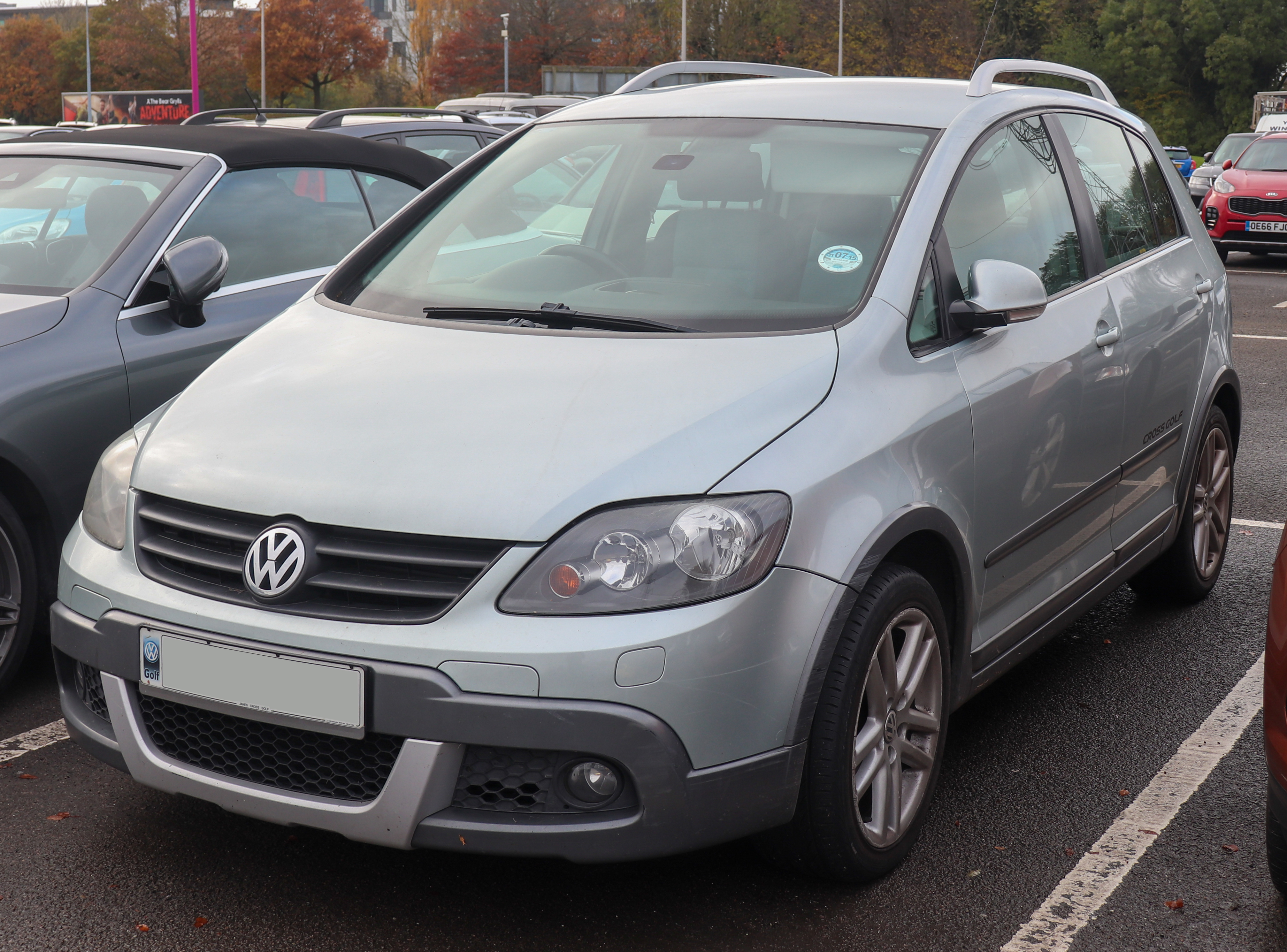
CrossGolf

La CrossGolf era disponibile solo nella configurazione a trazione anteriore ed era alimentata da due motori a benzina, 1.6 e 1.4 TSI, e due motori diesel, 1.9 TDI e 2.0 TDI, con potenze comprese tra 102 CV (75 kW) e 140 CV (103 kW). Nel Regno Unito, questo modello è stato venduto con un nome differente Golf Plus Dune e solo con il 1.9 TDI da 105 CV (77 kW). Della vettura ne è stato presentato un restyling, che ha esordito nel febbraio 2010 al Salone di Ginevra.

## Motorizzazioni
Durante tutta la sua produzione, sono state disponibili sette varianti di motore a benzina con una potenza compresa tra 75–170 CV (55–125 kW) e cinque varianti di motore diesel con una potenza di 90–140 CV (66-103 kW). Tutti i motori diesel sono dotati di filtro antiparticolato (DPF).
Inoltre vi era disponibile un modello speciale denominato BlueMotion. Dotato del motore con 105 CV (77 kW) e cambio manuale a 5 marce, per incrementarne l'efficienza, ricevette delle specifiche modifiche nella messa a punto del motore come l'abbassamento del regime del minimo, oltre che modifiche aerodinamiche come una carenatura del sottoscocca, pneumatici a basso attrito, abbassamento dell'altezza di 15 mm e una diversa rapportatura del cambio con la terza, la quarta e la quinta marcia con un rapporto di trasmissione più lungo. Tutto ciò era volto a ridurne i consumi di carburante, che si attestavano sui 4,8 l/100 km.
È stata offerta anche una variante GPL (BiFuel) con una potenza di 98 CV (72 kW) e un cambio manuale a 5 marce.

## Riepilogo versioni
| Motori a benzina | Motori a benzina | Motori a benzina | Motori a benzina                             | Motori a benzina              | Motori a benzina |
| Modello          | Cilindrata       | Nome in codice   | Potenza                                      | Coppia                        | Produzione       |
| ---------------- | ---------------- | ---------------- | -------------------------------------------- | ----------------------------- | ---------------- |
| 1.2 TSI          | 1.197 cc         | CBZA             | 86 CV (63 kW)                                | 160 Nm                        | 2010–2014        |
| 1.2 TSI          | 1.197 cc         | CBZB             | 105 CV (77 kW)                               | 175 Nm                        | 2009–2014        |
| 1.4              | 1.390 cc         | BCA              | 75 CV (55 kW)                                | 126 Nm                        | 2004–2006        |
| 1.4              | 1.390 cc         | BUD/CGGA         | 80 CV (59 kW)                                | 132 Nm                        | 2006–2014        |
| 1.4 TSI          | 1.390 cc         | CAXA             | 122 CV (90 kW)                               | 200 Nm                        | 2007–2014        |
| 1.4 TSI          | 1.390 cc         | BMY              | 140 CV (103 kW)                              | 220 Nm                        | 2006–2008        |
| 1.4 TSI          | 1.390 cc         | CAV              | 160 CV (118 kW)                              | 240 Nm                        | 2008–2014        |
| 1.4              | 1.390 cc         | BLG              | 80 CV (59 kW)                                | 132 Nm                        | 2006–2014        |
| 1.6              | 1.595 cc         | BSE/BSF/CCSA     | 102 CV (75 kW)                               | 148 Nm                        | 2005–2010        |
| 1.6 Multifuel    | 1.595 cc         | CMXA             | 102 CV (75 kW)                               | 148 Nm                        | 2010–2014        |
| 1.6 Bifuel       | 1.595 cc         | CHGA             | 98 CV (72 kW) (GPL) 102 CV (75 kW) (benzina) | 144 Nm (GPL) 148 Nm (benzina) | 2010–2014        |
| 1.6 FSI          | 1.598 cc         | BLF/BLP          | 115 CV (85 kW)                               | 155 Nm                        | 2004–2007        |
| 2.0 FSI          | 1.984 cc         | BLR/BVY          | 150 CV (110 kW)                              | 200 Nm                        | 2005–2008        |
| Motori diesel    |                  |                  |                                              |                               |                  |
| 1.6 TDI (CR)     | 1.598 cc         | CAYB             | 90 CV (66 kW)                                | 230 Nm                        | 2009–2014        |
| 1.6 TDI (CR)     | 1.598 cc         | CAYC             | 105 CV (77 kW)                               | 250 Nm                        | 2009–2014        |
| 1.9 TDI (PD)     | 1.896 cc         | BRU/BXF/BXJ      | 90 CV (66 kW)                                | 210 Nm                        | 2005–2008        |
| 1.9 TDI (PD)     | 1.896 cc         | BKC/BXE/BLS      | 105 CV (77 kW)                               | 250 Nm                        | 2004–2008        |
| 2.0 TDI (CR)     | 1.968 cc         | CBDC             | 110 CV (81 kW)                               | 250 Nm                        | 2008–2009        |
| 2.0 TDI (PD)     | 1.968 cc         | BKD              | 140 CV (103 kW)                              | 320 Nm                        | 2004–2008        |
| 2.0 TDI (PD)     | 1.968 cc         | BMM              | 140 CV (103 kW)                              | 320 Nm                        | 2005–2008        |
| 2.0 TDI (CR)     | 1.968 cc         | CBDB             | 150 CV (110 kW)                              | 320 Nm                        | 2008–2014        |